# Pardosa leprevosti
Pardosa leprevosti là một loài nhện trong họ Lycosidae.
Loài này thuộc chi Pardosa. Pardosa leprevosti được Cândido Firmino de Mello-Leitão miêu tả năm 1947.